# Велике почуття
Велике почуття (англ. No Small Affair) — американська комедійна драма 1984 року, знята режисером Джеррі Шацбергом, з Джоном Краєром і Демі Мур у головних ролях.

## Синопсис
Юнак Чарльз Каммінґз (Джон Краєр) захоплюється фотографією. Одного разу, зовсім випадково, в об'єктив його камери потрапляє чарівна Лора Віктор (Демі Мур). Роздрукувавши світлини Чарльз закохується у Лору та починає розшукувати її по всьому місту. Йому пощастило, він знаходить її в одному з барів, де вона працює співачкою. Однак Лора відкидає залицяння Чарльза, через різницю у віці. Чарльз не збирається опускати руки та вирішує допомогтися кохання Лори. Таємно від Лори він починає її рекламну компанію, яка у підсумку змінить її звичне життя. Але чим закінчаться старання юнака, і до чого призведуть його дії?

## У ролях
- Джон Краєр — Чарльз Каммінґз
- Демі Мур — Лора Віктор
- Джордж Вендт — Джейк Льюїс
- Пітер Фречетт[en] — Леонард
- Елізабет Дейлі[en] — Сьюзен
- Тім Роббінс — Нельсон
- Дженніфер Тіллі — Мона
- Джефрі Тембор — Кен
- Енн Веджворт[en] — Джоан Каммінґз
- Гамільтон Кемп[en] — Ґус Сосновський
- Джудіт Болдвін[en] — Стефані
- Кін Голлідей[en] — Волт Кронін
- Артур Таксіер[en] — вишибайло
- Тейт Донован — Боб
- Скотт Ґетлін — Скотт
- Стів Монарке[en] — Ларрі
- Томас Адамс — офіціант
- Майлс Берковіц — Джон
- Рік Дукомман[en] — Грум
- Морґан Аптон — газетяр

## Знімальна група
- Режисер — Джеррі Шацберг
- Сценаристи — Крейг Болотін, Теренс Малкагі
- Оператор — Вілмош Жіґмонд
- Композитор — Руперт Голмс
- Художник — Роберт Ф. Бойл
- Продюсери — Вільям Закгейм, Джордж Джастін
- Монтаж — Прісцила Недд-Френдлі, Ів Ньюмен, Мелвін Шапіро

## Виробництво
Фільмування стрічки відбулися у місті Сан-Франциско та на студії «Warner Bros» у місті Бербанк (Каліфорнія).